# Serie A1 2018 (baseball)
La Serie A1 2018 è stata la 71ª edizione del massimo campionato italiano di baseball, la prima in cui è stata introdotta la vecchia denominazione di Serie A1 al posto di Italian Baseball League.
Il torneo, al quale hanno partecipato 8 squadre, è iniziato il 20 aprile 2018, mentre le finali scudetto hanno visto il loro inizio il 31 agosto. Sono state previste due soste, una per la Coppa Europa dal 5 al 10 giugno e una per la partecipazione della nazionale alla Haarlem Baseball Week dal 14 al 22 luglio.
Le squadre partecipanti sono 8, come nella passata edizione, poiché alla mancata iscrizione del Novara è seguito l'ingresso del Città di Nettuno. Quest'ultimo non è stato l'unico club nettunese partecipante, vista anche la permanenza del Nettuno Baseball City già presente nelle due edizioni precedenti.

## Formula
La regular season del campionato consiste in un girone all'italiana, composto da 14 giornate e 28 partite. Le prime quattro classificate si qualificano per i play-off scudetto, con semifinali e finali al meglio delle cinque partite.

## Squadre
- Città di Nettuno
- Nettuno Baseball City
- Padule Baseball
- ParmaClima
- Rimini Baseball
- T&A San Marino
- Tommasin Padova
- UnipolSai Bologna

## Manager
| Club                  | Manager          |
| --------------------- | ---------------- |
| Città di Nettuno      | Guglielmo Trinci |
| Nettuno Baseball City | Carlo Morville   |
| Padule Baseball       | Paolo Minozzi    |
| ParmaClima            | Gianguido Poma   |
| Rimini Baseball       | Paolo Ceccaroli  |
| T&A San Marino        | Mario Chiarini   |
| Tommasin Padova       | Bill Sandillo    |
| UnipolSai Bologna     | Daniele Frignani |

## Risultati

### Regular season
| Prima giornata |                          |              |
| 20-21 aprile   |                          | 15-16 giugno |
| 4-2, 10-0      | Rimini - Nettuno B. City | 7-4, 10-2    |
| 2-5, 1-0       | Città di Nettuno - Parma | 1-4, 5-1     |
| 0-3, 0-12      | Padule - San Marino      | 1-7, 1-6     |
| 7-3, 1-0       | Bologna - Padova         | 10-4, 12-7   |

| Quarta giornata |                                    |            |
| 11-12 maggio    |                                    | 6-7 luglio |
| 1-3, 9-0        | Rimini - Padule                    | 2-0, 16-0  |
| 7-12, 1-11      | Nettuno B. City - Città di Nettuno | 1-2, 5-2   |
| 0-3, 5-6        | San Marino - Bologna               | 3-13, 2-3  |
| 2-6, 0-10       | Padova - Parma                     | 5-7, 3-10  |

| Settima giornata |                           |              |
| 1-2 giugno       |                           | 10-11 agosto |
| 2-1, 4-0         | Città di Nettuno - Padule | 18-7, 19-0   |
| 2-7, 0-11        | Rimini - Bologna          | 9-11, 16-7   |
| 4-3, 5-3         | Padova - San Marino       | 1-11, 3-2    |
| 6-3, 12-1        | Parma - Nettuno B. City   | 14-4, 3-2    |

| Seconda giornata |                               |              |
| 27-28 aprile     |                               | 22-23 giugno |
| 0-12, 5-8        | Nettuno B. City - Padova      | 0-3, 0-10    |
| 2-0, 14-2        | Bologna - Padule              | 23-0, 3-1    |
| 8-7, 4-3         | San Marino - Città di Nettuno | 0-1, 2-8     |
| 5-3, 11-5        | Rimini-Parma                  | 2-3, 11-0    |

| Quinta giornata |                              |                 |
| 18-19 maggio    |                              | 27-28-29 luglio |
| 6-7, 2-6        | Città di Nettuno - Rimini    | 2-5, 0-3        |
| 3-19, 3-8       | Padule - Padova              | 3-4, 5-9        |
| 5-4, 7-4        | Bologna - Parma              | 6-1, 11-1       |
| 1-0, 5-1        | San Marino - Nettuno B. City | 4-0, 15-3       |

| Terza giornata |                            |              |
| 4-5 maggio     |                            | 29-30 giugno |
| 5-2, 4-10      | Città di Nettuno - Bologna | 0-7, 1-7     |
| 5-1, 3-7       | Padule - Nettuno B. City   | 11-2, 5-2    |
| 3-2, 1-0       | Rimini - Padova            | 12-1, 6-1    |
| 4-0, 3-0       | Parma - San Marino         | 0-2, 4-9     |

| Sesta giornata |                           |            |
| 25-26 maggio   |                           | 3-4 agosto |
| 4-13, 0-1      | San Marino - Rimini       | 3-6, 2-16  |
| 1-15, 5-12     | Nettuno B. City - Bologna | 0-12, 3-15 |
| 1-12, 0-13     | Padule - Parma            | 2-10, 6-5  |
| 1-3, 4-7       | Padova - Città di Nettuno | 3-9, 2-6   |

#### Classifica regular season
|    | Classifica Regular Season 2018 | PG | PV | PP | PCT  | PD   |
| -- | ------------------------------ | -- | -- | -- | ---- | ---- |
| 1. | UnipolSai Bologna              | 28 | 26 | 2  | .929 | 0.0  |
| 2. | Rimini Baseball                | 28 | 23 | 5  | .821 | 3.0  |
| 3. | ParmaClima                     | 28 | 16 | 12 | .571 | 10.0 |
| 4. | Città di Nettuno               | 28 | 16 | 12 | .571 | 10.0 |
| 5. | T&A San Marino                 | 28 | 13 | 15 | .464 | 13.0 |
| 6. | Tommasin Padova                | 28 | 11 | 17 | .393 | 15.0 |
| 7. | Padule Baseball                | 28 | 5  | 23 | .179 | 21.0 |
| 8. | Nettuno Baseball City          | 28 | 2  | 26 | .071 | 24.0 |

- UnipolSai Bologna, Rimini Baseball, ParmaClima e Città di Nettuno accedono alle semifinali

### Fase finale
Le semifinali sono state disputate tra il 17 agosto (gara 1) e il 27 agosto (gara 5). La squadra meglio classificata in regular season ha disputato in casa gara1, gara2 e l'eventuale gara5.

Le finali sono state disputate dal 31 agosto (gara 1) al 5 settembre (gara 4).
|  | Semifinali        | Semifinali        | Semifinali        | Semifinali        | Semifinali | Semifinali | Semifinali |  |  | Finale            | Finale            | Finale            | Finale | Finale | Finale | Finale |  |
|  |                   |                   |                   |                   |            |            |            |  |  |                   |                   |                   |        |        |        |        |  |
|  | UnipolSai Bologna | UnipolSai Bologna | UnipolSai Bologna | UnipolSai Bologna | 10         | 7          | 8          |  |  |                   |                   |                   |        |        |        |        |  |
|  | Città di Nettuno  | Città di Nettuno  | Città di Nettuno  | Città di Nettuno  | 1          | 6          | 3          |  |  | UnipolSai Bologna | UnipolSai Bologna | UnipolSai Bologna | 14     | 10     | 1      | 4      |  |
|  | Rimini Baseball   | Rimini Baseball   | 3                 | 8                 | 17         | 0          | 1          |  |  | ParmaClima        | ParmaClima        | ParmaClima        | 1      | 3      | 9      | 3      |  |
|  | ParmaClima        | ParmaClima        | 5                 | 4                 | 1          | 1          | 2          |  |  |                   |                   |                   |        |        |        |        |  |

#### Italian Baseball Series
Parma, dopo aver eliminato a sorpresa Rimini, ritorna a disputare le finali a 8 anni dall'ultima volta, quando nel 2010 aveva vinto lo scudetto proprio contro Bologna.
In gara 1, i felsinei si impongono tra le mura amiche con un perentorio 14-1.

Bologna poi si assicura anche gara 2 segnando 9 punti nel solo terzo inning, ipotecando di fatto la partita con largo anticipo.

Per gara 3 la serie si sposta a Parma, e i ducali riescono ad accorciare le distanze nella serie grazie a una vittoria per 9-1. Molto più combattuta è invece gara 4, con il ParmaClima che riesce a pareggiare la partita sul 3-3 proprio all'ultimo inning: la partita dunque continua, ma all'undicesima ripresa un singolo di Mazzanti spinge a casa base l'olandese Moesquit per quello che risulterà essere il punto decisivo per la conquista del titolo bolognese.

##### Risultati

###### Gara 1
| Bologna 31 agosto 2018, ore 20:30 Gara 1 | UnipolSai Bologna | 14 – 1          | ParmaClima | Stadio Gianni Falchi |
| \| \| \| \| \| Flores, Mousquit, Nosti \| Doppi \| Koutsoyanopulos \| \| Maggi al 2º da 2 punti, Marval al 4º da 1 punto e al 7º da 3 punti \| Fuoricampo \| \| |                   |                 |            |                      |
| |                   |                 |            |                      |
| Flores, Mousquit, Nosti | Doppi             | Koutsoyanopulos |            |                      |
| Maggi al 2º da 2 punti, Marval al 4º da 1 punto e al 7º da 3 punti                                                                                              | Fuoricampo        |                 |            |                      |

###### Gara 2
| Bologna 1º settembre 2018, ore 20:30 Gara 2                                                                  | UnipolSai Bologna | 10 – 3          | ParmaClima | Stadio Gianni Falchi |
| \| \| \| \| \| Lampe, Vaglio \| Doppi \| Zileri, Gradali \| \| Mazzanti al 3º da 4 punti \| Fuoricampo \| \| |                   |                 |            |                      |
| |                   |                 |            |                      |
| Lampe, Vaglio                                                                                                | Doppi             | Zileri, Gradali |            |                      |
| Mazzanti al 3º da 4 punti                                                                                    | Fuoricampo        |                 |            |                      |

###### Gara 3
| Parma 4 settembre 2018, ore 20:30 Gara 3 | ParmaClima | 9 – 1              | UnipolSai Bologna | Stadio Nino Cavalli |
| \| \| \| \| \| Zileri \| Doppi \| Flores (2), Marval \| \| Koutsoyanopulos, Poma \| Tripli \| \| \| Mirabal al 4º da 2 punti \| Fuoricampo \| \| |            |                    |                   |                     |
| |            |                    |                   |                     |
| Zileri | Doppi      | Flores (2), Marval |                   |                     |
| Koutsoyanopulos, Poma | Tripli     |                    |                   |                     |
| Mirabal al 4º da 2 punti | Fuoricampo |                    |                   |                     |

###### Gara 4
| Parma 5 settembre 2018, ore 20:30 Gara 4 | ParmaClima | 3 – 4                                               | UnipolSai Bologna | Stadio Nino Cavalli |
| \| \| \| \| \| Paolini \| Doppi \| Nosti \| \| Scalera all'8º da 1 punto \| Fuoricampo \| Marval al 3º da 1 punto, R. García al 4º da 1 punto \| |            |                                                     |                   |                     |
| |            |                                                     |                   |                     |
| Paolini | Doppi      | Nosti                                               |                   |                     |
| Scalera all'8º da 1 punto | Fuoricampo | Marval al 3º da 1 punto, R. García al 4º da 1 punto |                   |                     |